# Yan’an
Yan’an (chiń. 延安; pinyin Yán’ān) – miasto o statusie prefektury miejskiej w środkowych Chinach, w prowincji Shaanxi, na Wyżynie Lessowej. W 2010 roku liczba mieszkańców miasta wynosiła 106 738. Prefektura miejska w 1999 roku liczyła 1 938 756 mieszkańców. Ośrodek rzemiosła, przetwórstwa produktów rolnych; w mieście produkuje się paliwa, nawozy sztuczne i radioodbiorniki; znajduje się tam huta żelaza, cementownia oraz muzeum. W pobliżu Yan’an znajdują się również ośrodki wydobycia ropy naftowej.
W latach 1935–1948 było siedzibą Komunistycznej Partii Chin, której bojownicy przedostali się do Yan’anu w czasie Długiego Marszu  . Chińscy komuniści uważają miasto za kolebkę rewolucji, która doprowadziła w 1949 roku do powstania Chińskiej Republiki Ludowej.
W czasie II wojny światowej wszystkie budynki w Yan’anie zostały zniszczone przez japońskie bombardowania. Ludzie kryli się w tzw. yaodongach, kryjówkach drążonych w lessowych wzgórzach, które w Shaanxi są tradycyjnym rodzajem domostwa. Yan’an odwiedzili znani zagraniczni dziennikarze, Edgar Snow i Anna Louise Strong, którzy spotkali się tam z Mao Zedongiem  .
W chińskiej polityce Yan’an symbolizuje wyidealizowany okres komunizmu; uchodzi za sprawnie działającą komunę, w której harmonijnie zajmowano się walką, nauką, kulturą itd. wykuwając swego rodzaju nowego człowieka.
Po 1978 roku wyidealizowany obraz Yan’anu został zakwestionowany, m.in. w filmie Żółta ziemia Chen Kaige. W swoich książkach atakowała go również Jung Chang.

## Podział administracyjny
Prefektura miejska Yan’an podzielona jest na:
- dzielnicę: Baota,
- miasto na prawach powiatu: Zichang
- 11 powiatów: Yanchang, Yanchuan, Ansai, Zhidan, Wuqi, Ganquan, Fu, Luochuan, Yichuan, Huanglong, Huangling.